# Dom Kemnade
Dom Kemnade (niem. Haus Kemnade) – zabytkowy dwór na wodzie w Hattingen (Nadrenia Północna-Westfalia).
Historia domu sięga XII w. Niektóre z obecnych budynków zostały wzniesione w latach 1602-1704 na fundamentach pierwszego założenia otoczonego fosą, które spłonęło w 1589. Nazwa obiektu wywodzi się od łac. domus caminata – domu, który posiadał pomieszczenia z własnymi kominami. Prace budowlane, które Wennemar von der Recke rozpoczął w 1602, zostały przerwane przez wojny hiszpańsko-holenderską (osiemdziesięcioletnią, 1568–1648) i trzydziestoletnią (1618–1648). Johann Georg von Syberg powtórnie żonaty z panią von Romberg, następca Wennemara, kontynuował prace nad rozbudową domu od 1662. Jego syn Friedrich Matthias von Syberg żonaty był z Christiną von Romberg. Do 1809  budynek był własnością różnych panów feudalnych. 
Na ścianie znajduje się tablica (płycina) z tekstem miejscami nieczytelnym, z herbami von Syberg i Romberg, który informuje o zakończeniu prac remontowych:

...de et... nihil...noum hoc opus Wenemarus ultimus de Reck in Kemnade et baron in Stipel nec non Ioannes Georgius de Sÿbergh primus huius nominis in Kemnade et baron in Stipel ...reditarius in Wischelingh … in sa...pa Planckenstein et werden in annis … et 1663 inchoavere  ast filius Fridericus Mattias de Sÿbergh baro in Stipel hærentarius Sÿberg Ianorum nomine primus in Kemnade una cum Christina Isabella de Rombergh ex Massen et Tödinchausen coniuce charissima continuavit et am hanc arcem ad perfectionem cum sypremo  ædifitio: stock werck: cum tecto redegit edificari fecit. Anno 1703 et 1704.

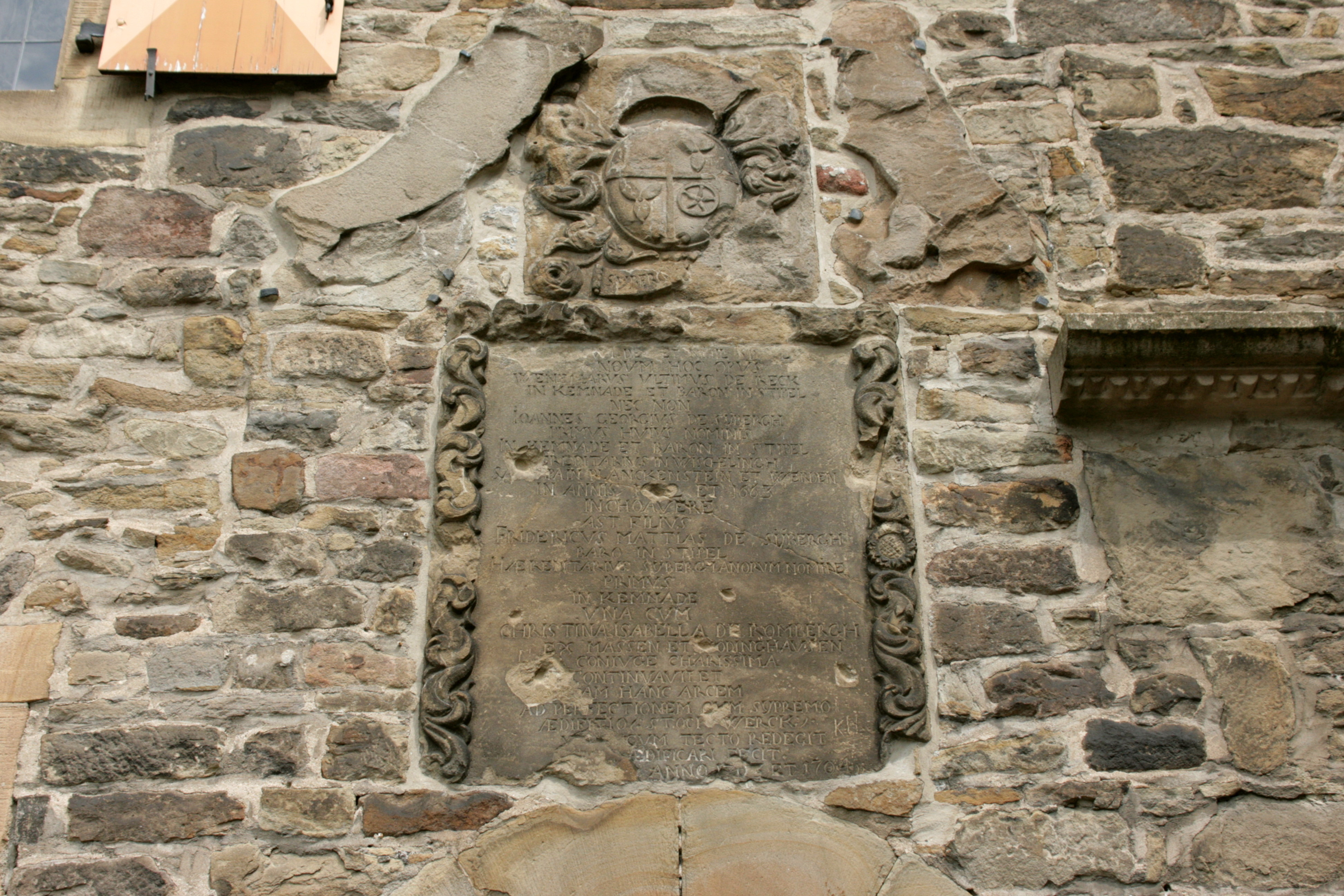
Tablica, herby von: Syberg i Romberg
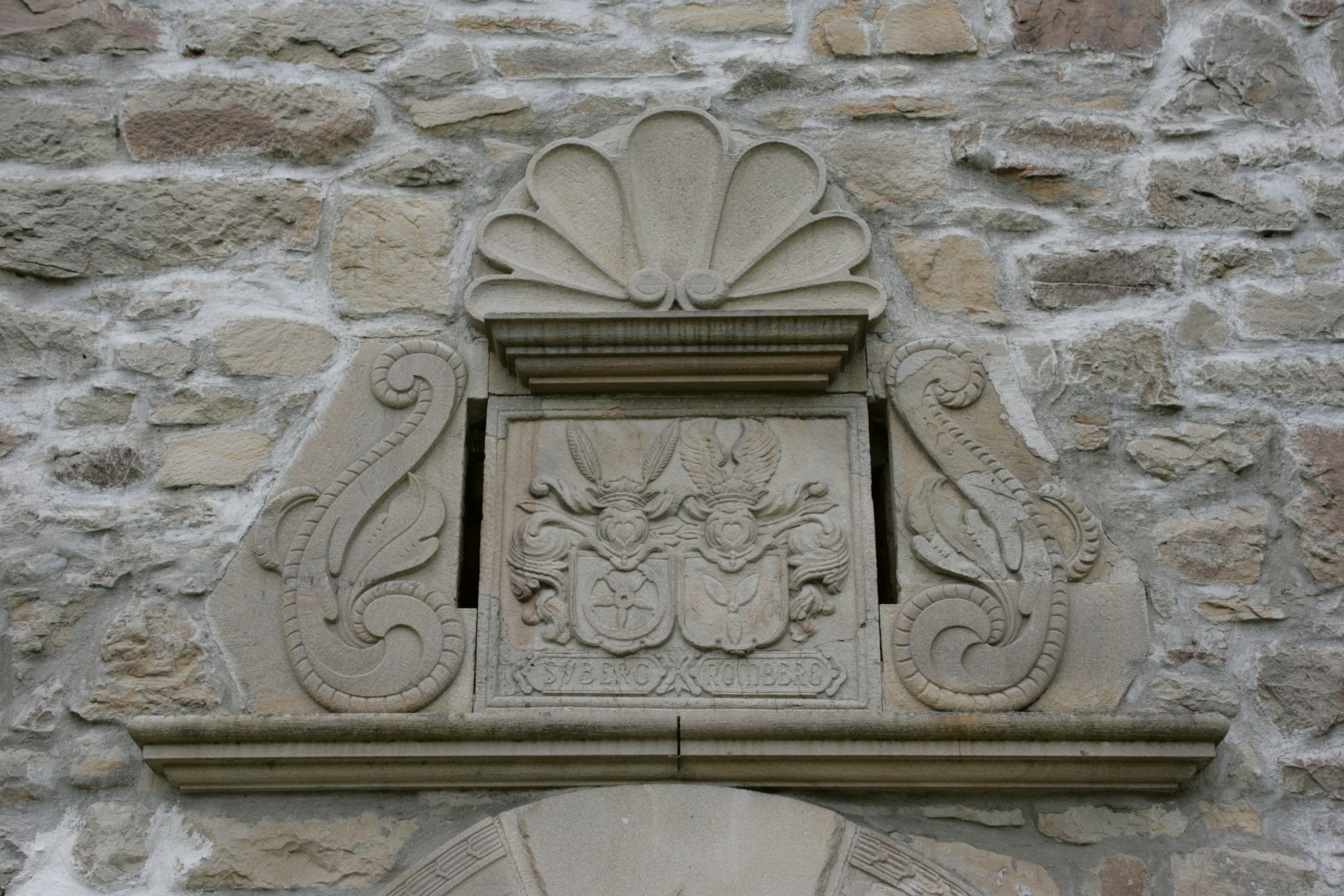
Herby von: Syberg i Romberg
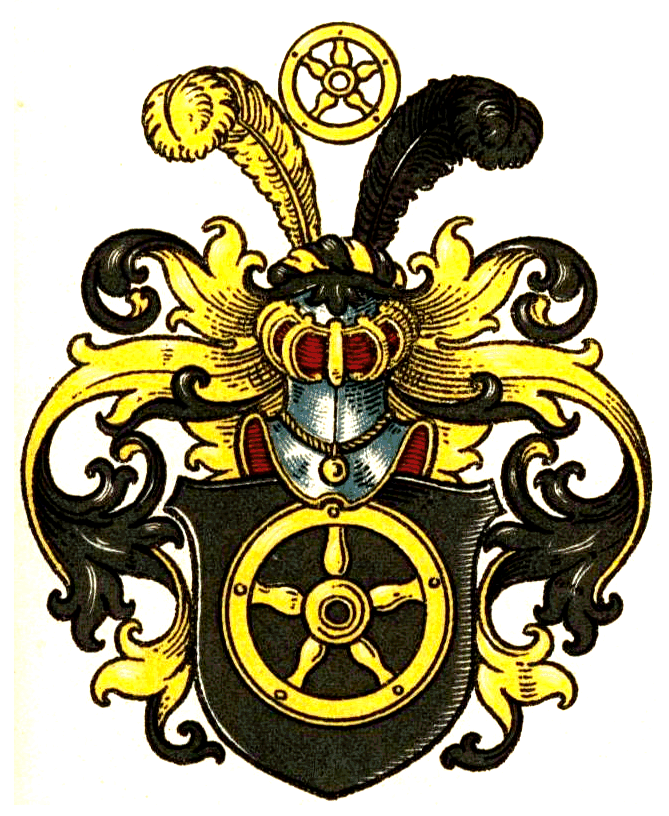
Herb Johanna von Syberga
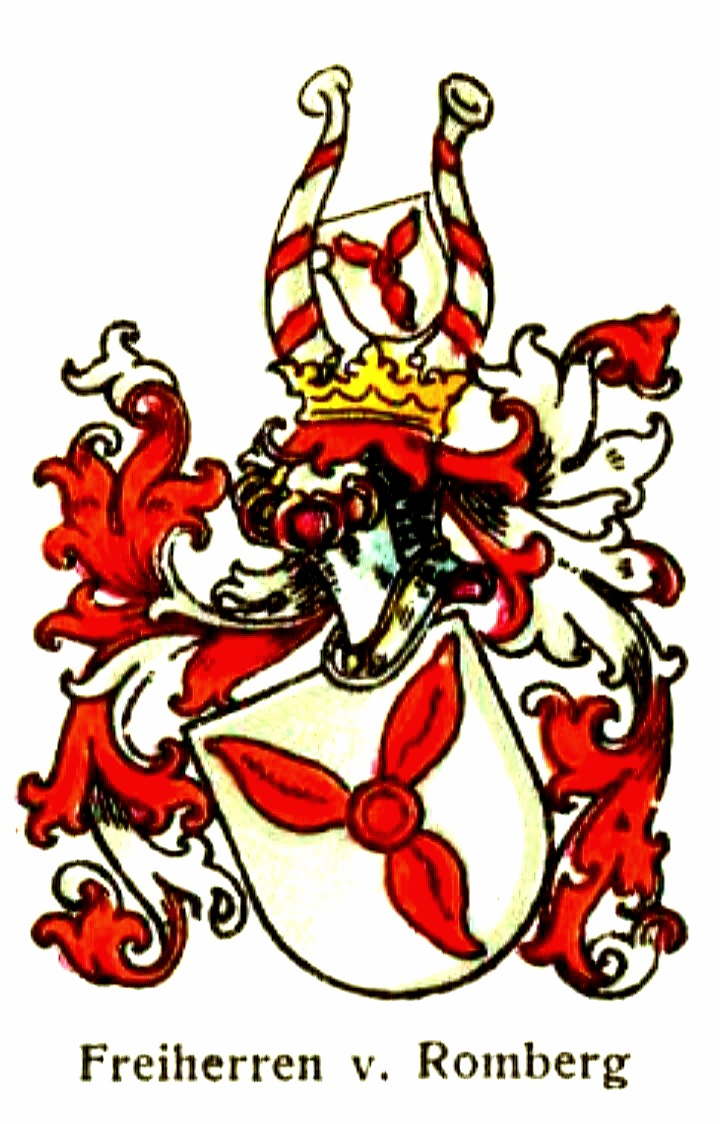
Herb von Romberg